# Mocuba
Mocuba is een stad in de Mozambikaanse provincie Zambezia. Het is de hoofdplaats van het district Mocuba. De stad ligt aan de rivier Licungo. Op 12 februari 1971 verkreeg Mocuba de status van stad.
Mocuba ligt aan de EN1, die de stad verbindt met het noorden en zuiden van Mozambique. Voorheen was er een treinverbinding tussen Mocuba en de provinciehoofdstad Quelimane.  
In de stad bevindt zich de landbouwfaculteit van de Universidade Zambeze.

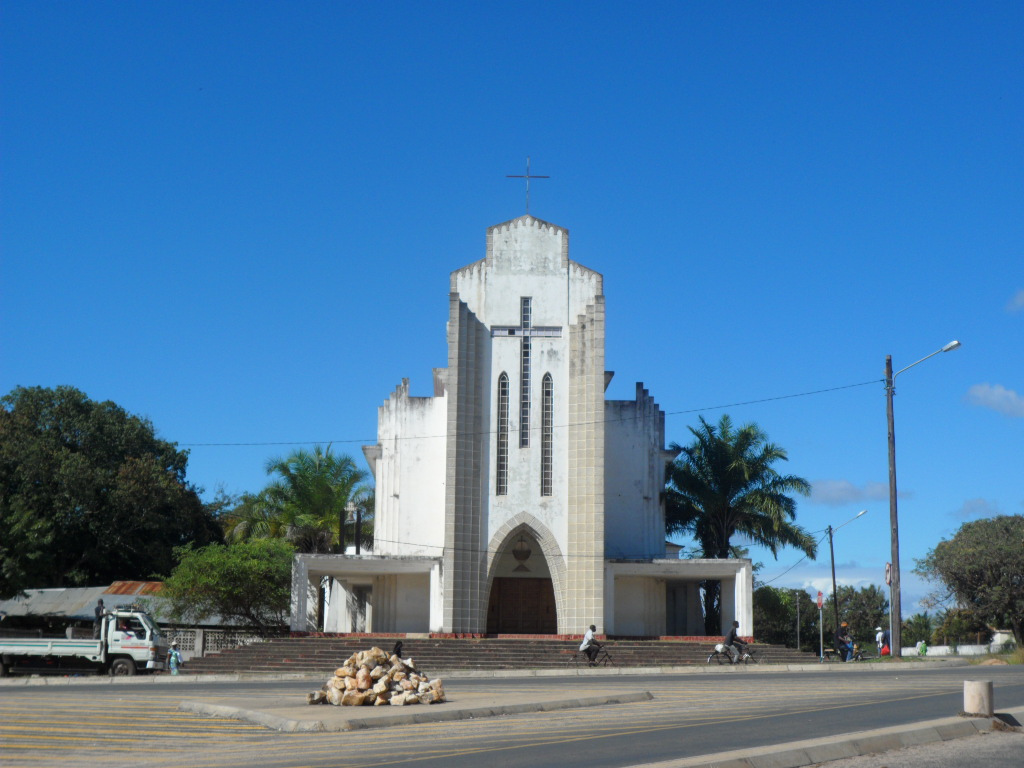
Een kerk in Mocuba